# Nominatvertrag
Nominatvertrag oder Nominatsvertrag ist die in der Schweiz übliche Bezeichnung gesetzlich geregelter Verträge. Das Gegenteil ist der Innominatvertrag. Unterschieden werden gemischte Verträge (mit Elementen aus Nominatverträgen) und Verträge eigener Art (alle anderen Innominatverträgen).
In Deutschland sind diese Bezeichnungen ungebräuchlich. Hier werden die Begriffe typischer und atypischer Vertrag verwendet. Bei atypischen Verträgen spricht man auch von Verträgen sui generis.